# ماثيو بنهام
ماثيو بنهام (مايو 1968-) هو رجل أعمال بريطاني ومالك نادي برينتفورد في الدوري الإنجليزي الممتاز. مؤسس ومالك شركة الاحتمالات الذكية، وهي شركة أبحاث إحصائية للمقامرين المحترفين، ومالك بورصة المراهنات. تخرج من جامعة أكسفورد في الفيزياء وعمل في مجال التمويل في مدينة لندن، وهو معروف على نطاق واسع بنهجه غير التقليدي القائم على تحليل البيانات في اتخاذ القرارات في كرة القدم.

## حياته وتعليمه
نشأ ماثيو ألكسندر بنهام في عائلة من مشجعي لعبة الكريكيت في إيتون، كان والديه مدرسين. هو من مشجعي برينتفورد لفترة طويلة، حضر أول مباراة في عام 1979 عندما كان في الحادية عشرة من عمره. التحق بمدرسة سلاو جرامر، واستمتع بالرياضيات. في ديسمبر 1982، وهو في سن الرابعة عشرة، غاب عن المدرسة مع صديق لمشاهدة مباراة برينتفورد خارج أرضه ضد نوتنغهام فورست. حاصل على شهادة الفيزياء من جامعة أكسفورد عام 1989.

## حياته المهنية

### الخدمات المصرفية والمالية
عمل بنهام مدير لصندوق التحوط في القطاع المالي في مدينة لندن،  وتاجر مشتقات مالية في دويتشه بنك، ونائبًا للرئيس في بنك أوف أميركا.

### المقامرة
عينه توني بلوم صاحب ومالك فريق لبرايتون آند هوف ألبيون، للعمل في شركة الرهان الأول غي عام2001،  وقد حقق مبلغًا كبيرًا من المال في سوق المراهنات الآسيوية، باستخدام نموذج إحصائي طوره ستيوارت كولز ومارك ديكسون في جامعة لانكستر، حيث كان قادرًا على التنبؤ باحتمالات نتائج كرة القدم بشكل أكثر دقة من وكلاء المراهنات. بعد خلافه مع بلوم عام 2004، أسس شركة الاحتمالات الذكية في كينتيش تاون في لندن، وقام بتعيين ستيوارت كولز. اهتم بعمل الأبحاث الإحصائية والنمذجة الرياضية،  وبيعها للمقامرين المحترفين. في عام 2011، كان جزءًا من مجموعة من المستثمرين تسمى تريبلبيت المحدودة، الذين أصبحوا مالكين لبورصة الرهان الرياضي.

### كرة القدم

#### مستثمر في برينتفورد
كان أول اتصال بين بينهام ونادي طفولته لكرة القدم عندما قرأ مقالاً في صحيفة الإندبندنت عام 2005، يقول إن إدارة برينتفورد، كانوا يبحثون بشكل يائس عن عدد قليل من المشجعين الأثرياء للاستثمار، حتى يتمكنوا من شراء المالك السابق رون نوديز. شارك بينهام في البداية بصفته مستثمرًا غامضًا مجهول الهوية. مع استمرار معاناة برينتفورد ماليًا، قام في عام 2007 بخطوة غير عادية بدفع ما يقرب من 3 ملايين جنيه إسترليني لتولي قروضها، ووافق على الاحتفاظ بها خالية من الفوائد لمدة خمس سنوات. في عام 2009، استثمر مليون جنيه إسترليني إضافي سنويًا لمدة خمس سنوات، مقابل الحصول على أسهم مفضلة في النادي. أصبح لدى بينهام خيار الاستحواذ على النادي كمالك أغلبية الأسهم.

#### مالك برينتفورد
في يونيو 2012، صوت نادي بيز يونايتد على نقل السيطرة الكاملة على برينتفورد إلى بنهام، عندما كان النادي في الدرجة الثالثة الإنجليزية. بعد عشرة أيام من توليه منصب المالك الجديد للنادي، اشترى بنهام قطعة أرض بالقرب من محطة سكة حديد كيو بريدج، حيث تعهد ببناء ملعب جديد، بجانب ملعبه الحالي في جريفين بارك. في عام 2013، قام بنهام بترقية مارك واربورتون، وهو تاجر سابق في مانشستر سيتي، إلى منصب المدير. بحلول موسم 2014-2015، تمت ترقية برينتفورد إلى بطولة الدوري الإنجليزي لكرة القدم، لأول مرة منذ 21 عامًا.

#### المساهم الأكبر في نادي مبدتييلاند
أصبح بنهام المساهم الأكبر في نادي ميدتييلاند في يوليو 2014، وهو نادٍ يلعب في دوري الدرجة الأولى الدنماركي الممتاز، حيث استثمر 6.2 مليون جنيه إسترليني. عمل على تحسين أداء الفريق في الكرات الثابتة، وتحسين لياقة اللاعب الفردي. وفقًا لرئيس مجلس إدارة نادي ميتييلاند راسموس أنكرسن، استخدم النادي أيضًا لفهم المواقف الخطيرة، وإبلاغ المدربين بالأداء مقابل مؤشرات الأداء الرئيسية، حتى يتمكنوا من التحدث بشكل أكثر فعالية مع اللاعبين في الشوط الأول ومع وسائل الإعلام بعد المباريات.  فاز النادي بأول لقب له في الدوري في عام 2015، ويعود الفضل في ذلك إلى حد كبير إلى تأثير بنهام. في 15 أغسطس 2023، أعلن نادي ميتييلاند أن ماثيو بنهام باع أسهمه في النادي.

### الطريق إلى الدوري الإنجليزي الممتاز
أعلن برينتفورد في فبراير 2015 أنه سينفصل عن واربورتون في نهاية الموسم. في ذلك الوقت، انتشرت تقارير على نطاق واسع في وسائل الإعلام تفيد بأن واربورتون كان غير سعيد بحقيقة أن بنهام أراد إدارة برينتفورد بناءً على "النمذجة الرياضية"، ومع إلغائه لحق النقض الذي يتمتع به المدير على التعاقدات الجديدة، مع بعض التقارير التي تشير إلى أن بنهام ذهب إلى حد الإصرار على تكتيكات الكرة الطويلة، وتعيين مدرب للركلات الثابتة. قام برينتفورد بعد ذلك بتعيين اثنين من المديرين المشاركين لكرة القدم، فيل جايلز وهو محلل كمي سابق في شركة الاحتمالات الذكية، وراسموس أنكرسن.
قبل موسم 2015-2016، بدأ برينتفورد في تحديد المواهب غير المقدرة من خلال تطبيق الرياضيات والإحصاء، واستخدام ميزانيته المحدودة لتوقيع العقود معهم، وتطوير اللاعبين ذوي الإمكانات العالية، وبيعهم إلى أندية أخرى لتحقيق ربح كبير على عمليات الانتقال. أدى هذا إلى العديد من المقارنات مع استراتيجية التجنيد التي تعتمد على الإحصائيات والتي اتبعها فريق البيسبول أوكلاند أثليتكس خلال موسم 2002، والتي تم توثيقها في كتاب كرة المال من تأليف مايكل لويس، تمت مقارنة بنهام بالمدير العام لأوكلاند أثليتكس بيلي بين، الذي جسده براد بيت في فيلم كرة المال لعام 2011.
اعترف بنهام علنًا بأن تعيين المدير الهولندي مارينوس ديجكهوزن كمدرب رئيسي كان خطأ بعد إقالة ديجكهوزن بعد تسع مباريات فقط. كان مشجعو برينتفورد أيضًا متخوفين في البداية من بيع أفضل لاعبي النادي باستمرار. في عام 2018، تمت ترقية مدرب فريق الشباب الدنماركي السابق توماس فرانك إلى منصب المدرب الرئيسي في برينتفورد، بعد رحيل دين سميث إلى أستون فيلا، بدا أن الفريق في طريقه للصعود إلى الدوري الإنجليزي الممتاز في عام 2020، لكنه خسر أمام فولهام في نهائي ملحق بطولة الدوري الإنجليزي لكرة القدم.
عندما تم طرح التذاكر الموسمية للبيع لملعب برينتفورد الجديد، أصدر بنهام تعليماته لقسم المبيعات في النادي بعدم خداع المشجعين، والحفاظ على الأسعار في متناول الجميع. في أغسطس 2020، افتُتح أخيرًا ملعب برينتفورد المجتمعي الجديد الذي يتسع لـ 17000 مقعد، ولكن كان عليه استضافة أولى مبارياته هناك خلف أبواب مغلقة، بسبب جائحة كوفيد-19.
في عام 2021، فاز برينتفورد بالترقية إلى الدوري الإنجليزي الممتاز ، وهي المرة الأولى التي يصعد فيها إلى الدرجة الأولى لكرة القدم الإنجليزية منذ 74 عامًا. يُنظر إلى نجاح برينتفورد، ونجاح ميتييلاند في الفوز بثلاث بطولات محلية، على نطاق واسع باعتبارهما دليلاً على صحة فلسفة بنهام. رفض بنهام عرضًا واحدًا على الأقل لشراء برينتفورد. على الرغم من تصنيفه كأقل مالك نادي ثراءً في الدوري الإنجليزي الممتاز، في مارس 2022، حصل بنهام على أعلى تصنيف موافقة في استطلاع شمل 10500 من مشجعي الدوري الإنجليزي الممتاز أجراه نيك هاريس.